# Damani
Damani (Hyracoidea) jsou řád malých savců obývající Afriku a Blízký východ.

## Popis
Jsou to malá, podsaditá zvířata s velmi krátkým ocasem. Jsou velcí asi jako kočka, většina damanů dosahuje délky 30–70 cm a váží kolem 2–5 kg. Z dálky mohou připomínat dobře vykrmeného králíka, a skutečně, féničtí mořeplavci považovali králíky žijící na Pyrenejském poloostrově za damany a pojmenovali ho אי שפנים (ʾî šəpānîm), což znamená země damanů. Toto pojmenování přešlo do latiny jako „Hispánie“, a jako základ jména tohoto území se používá v mnoha jazycích dodnes.
Mnoho králíků popisovaných v bibli jsou také damani, protože první překladatelé nemohli pojmenovat zvíře, které v té době bylo v Evropě neznámé.
Damani mají krátké končetiny, na předních končetinách mají 4 a na zadních 3 prsty, zakončené nehtovitými kopýtky. Na kopýtka našlapují pouze v běhu, jinak se pohybují po měkkých polštářcích na chodidlech, kam ústí žlázy vylučující lepkavý sekret, který jim umožňuje snadný pohyb po skalách a šplhání.
Zajímavostí jsou stále dorůstající horní řezáky, které tvoří jakési kly.
Damani sdílejí několik charakteristik primitivních placentálních savců, mají slabě vyvinutou schopnost termoregulace, proto se rádi vyhřívají na slunci nebo se tulí k sobě navzájem. Na rozdíl od ostatních býložravých zvířat nemají dobře vyvinuté řezáky a rostliny musí ukusovat pomocí stoliček. Jsou ale přizpůsobeni k trávení rostlinné potravy, mají složitý, dvoukomorový žaludek a dvě slepá střeva, která hostí symbiotické bakterie, které jim pomáhají trávit celulózu.

## Předkové damanů
Dnešní damani patří do čeledi damanovití, která je v řádu také čeledí jedinou. Vyskytují se pouze v Africe a na Blízkém východě. V minulosti byli damani mnohem rozmanitější a rozšířenější skupinou. První damani se objevili před 40 milióny lety, a mnoho miliónů let byli damani dominantním býložravcem Afriky, podobně jako američtí lichokopytníci. Existovalo mnoho druhů, největší vážil jako malý kůň.
Během miocénu ale byli zatlačeni nově vzniklými turovitými a ztratili svoje vůdčí postavení. Nicméně až do pliocénu byli damani rozšířeni v Africe, Evropě i Asii.
Velikost pravěkých damanů nám může pomoci uvědomit si, že damani jsou s největší pravděpodobností nejbližší příbuzní slonů. Potomci velkých damanů se vyvíjeli dvěma směry: někteří se zmenšili a postupem času se z nich stali moderní damani. Druhá skupina začala žít ve vodě (možná jako kapybara) a nakonec se z ní vyvinuli chobotnatci a možná také sirény.
Jejich příbuznost ke slonům je potvrzena jak společnými znaky na kostře, tak molekulární analýzou DNA.

## Systém damanů
Čeleď Damanovití (Procaviidae)
- Rod Dendrohyrax
  - daman stromový (Dendrohyrax arboreus)
  - daman pralesní (Dendrohyrax dorsalis)
  - daman horský (Dendrohyrax validus)
- Rod Heterohyrax
  - daman stepní (Heterohyrax brucei)
- Rod Procavia
  - daman skalní (Procavia capensis)